# Merostenus
Merostenus (лат.) — род мелких паразитических наездников—эвпельмид (Eupelmidae, Eupelminae). Космополитная группа, известно около 50 видов. Паразитоиды яиц насекомых.

## Описание
Мелкие наездники (около 3 мм). Обычно в основном от желтоватого до тёмно-коричневого цвета с разнообразным металлическим зелёным блеском. Голова с скробальным углублением, от почти круглого до широкоовального, боковой край часто направлен косо от валика к внутренней орбите, а иногда и к ней, но боковые и дорсальные края не имеют килевидной окаймлённости. Усики иногда двуцветные, со скапусом, педицелем или одним или несколькими члениками жгутика от бледного до белого цвета; с одним анеллюсом (fl1). Мандибулы трёхзубчатые. Паразитоиды яиц насекомых разных отрядов.

## Классификация
Таксон был впервые выделен в 1837 году в ранге монотипического рода по типовому виду Merostenus phedyma Walker. В широком таксономическом объёме включает около 50 видов. Входит в состав подсемейства Eupelminae (Eupelmidae). С 2017 включает четыре подрода: M. (Capreocauda), M. (Incohata), M. (Merostenus) и M. (Reikosiella).
Подрод Capreocauda
- Merostenus crisagatra  (Narendran, 1996)
  - =Reikosiella (Cupreocauda) [sic] crisagatra Narendran, 1996 (Индия)
- Merostenus gibsoni  (Anil & Narendran, 1991)
  - =Hirticauda gibsoni Anil & Narendran, 1991
  - =Reikosiella gibsoni sensu Narendran, 1996 (Индия)
- Merostenus napoleoni (Girault, 1923)
  - =Eupelmus napoleoni Girault, 1923 (Австралия)[5]
  - =Reikosiella napoleoni (Girault, 1923)
- Merostenus nonaericeps (Girault, 1923)
  - =Eupelmus nonaericeps Girault, 1923 (Австралия)
  - =Reikosiella nonaericeps (Girault, 1923)
- Merostenus parvulus  (Risbec, 1952)
  - =Eupelmus parvulus Risbec, 1952 (Мадагаскар)
- Merostenus tsaratananae  (Risbec)
  - =Idoleupelmus tsaratananae Risbec, 1952 (Мадагаскар)
  - =Reikosiella (Capreocauda) tsaratananae

Подрод Incohata
- Merostenus (Incohata) guttatus  (Gibson, 1995) (США)[4]

Подрод Merostenus
- Merostenus congoensis Gibson, 2017 (Африка, ДРК)[1]
- Merostenus distigma Gibson, 2017 (Кения, Танзания)[1]
- Merostenus excavatus (Dalman, 1820) (Палеарктика, интродуцирована в Канаду)
  - = Eupelmus excavatus Dalman, 1820
  - = Merostenus phedyma Walker, 1837
- Merostenus ferrugineus Yoshimoto & Ishii, 1965[6]
- Merostenus guamensis Yoshimoto & Ishii, 1965[6]
- Merostenus hungaricus (Erds, 1959)
- Merostenus longistylus Gibson, 2017 (Южная Африка)[1]
- Merostenus melinus  (Yoshimoto, 1969)
- Merostenus mexicanus Gibson, 2017[1]
- Merostenus micropterus Gibson, 2017[1]
- Merostenus palauensis Yoshimoto & Ishii, 1965[6]
- Merostenus platyscapus Gibson, 2017 (ЮАР)[1]
- Merostenus reticulatus Gibson, 2017 (Кения)[1]
- Merostenus speculum Gibson, 2017 (Бурунди)[1]

Подрод Reikosiella (в узком составе, 2017)
- Merostenus (Reikosiella) biguttus (Girault)
  - =Eupelmus 2-guttus Girault, 1917 (США)
  - =R. (Reikosiella) bigutta sensu Gibson, 2011
- Merostenus (Reikosiella) charitopoides (Girault)
  - =Eupelmus charitopoides Girault, 1916 (США)
  - =R. (Reikosiella) charitopoides sensu Gibson, 2011
- Merostenus (Reikosiella) cupreicollis (Ashmead)
  - =Eupelmus cupreicollis Ashmead, 1900
- Merostenus (Reikosiella) marylandicus (Girault)
  - =Eupelmus marylandicus Girault, 1916 (США)
  - =R. (Reikosiella) marylandica sensu Gibson, 1995
- Merostenus (Reikosiella) melinus (Yoshimoto)
  - =Reikosiella melina Yoshimoto, 1969 (Аргентина, Бразилия, Гавайи)
  - =R. (Reikosiella) melina sensu Gibson, 1995
- Merostenus (Reikosiella) pallidipes (Ashmead)
  - =Eupelmus pallidipes Ashmead, 1900

? Reikosiella (перенесённые в номинативный подрод Merostenus, 2017)
- Reikosiella andriescui Fusu, 2013 (Канарские острова)[7]
- Reikosiella arboris  (Girault, 1921) (Австралия)[8]
  - =Tineobius arboris Girault, 1921
- Reikosiella bilongifasciata  (Girault, 1923) (Австралия)
- Reikosiella bolivari  (Kalina) (Алжир, Франция, Испания)[7]
- Reikosiella clauda  (Girault, 1915) (Австралия)[9]
  - =Eupelmus claudus Girault, 1915
- Reikosiella compressicauda  (Girault, 1915)[9]
- Reikosiella cornuta Fusu, 2013 (Южная Корея)[7]
- Reikosiella gordoni Fusu, 2013 (Греция)[7]
- Reikosiella graeca Fusu, 2013 (Греция)[7]
- Reikosiella hungarica  (Erdös, 1959)
- Reikosiella insularis  (Girault, 1915)[9]
  - =Anastatus insularis Girault, 1915
- Reikosiella koreana Fusu, 2013 (Южная Корея)[7]
- Reikosiella marxi  (Girault, 1932)
  - =Eupelmus marxi Girault, 1932[10]
- Reikosiella muironi  (Girault, 1925)
- Reikosiella muramura  (Girault, 1921)
- Reikosiella pachyscapha  (Girault, 1915)[9]
- Reikosiella pax  (Girault, 1913)
  - =Cerambycobius pax Girault
- Reikosiella puella  (Girault, 1934)[2]
  - =Finlayia puella Girault
- Reikosiella rostrata  (Ruschka)[7]
- Reikosiella silvarum  (Girault, 1923)
  - =Eupelmus silvarum Girault, 1923
- Reikosiella tripotinorum Fusu, 2013 (Южная Корея)[7]
- Reikosiella vanharteni Fusu, 2013 (ОАЭ)[7]

из состава Eupelminus
- Eupelminus subapterus Ashmead, 1901
- Eupelminus swezeyi Crawford, 1915[11]